# Ateuchus hoplopygum
Ateuchus hoplopygum är en skalbaggsart som beskrevs av Edgar von Harold 1868. Ateuchus hoplopygum ingår i släktet Ateuchus och familjen bladhorningar. Inga underarter finns listade.